# Lascov
Lascov je obec na Slovensku v okrese Bardejov. Žije zde 583 obyvatel, první písemná zmínka pochází z roku 1370. Zdejší řeckokatolický chrám Krista Krále z let 1938 až 1940 využívají také římskokatoličtí věřící, kteří v obci tvoří většinu.